# Associació 8 d’Agost
L’Associació 8 d’Agost és una associació eivissenca centrada en l’activisme cultural i en la voluntat de contribuir a fer que el jovent de l’illa d’Eivissa participi d’una manera més activa en les manifestacions de la cultura popular pròpia d'Eivissa i, també, de la compartida amb la resta de Països Catalans, tot combinant l’activisme cultural amb la reivindicació de la plena normalització per a la llengua catalana.
Aquesta associació fou fundada el 2004 per un grup d'amics i el nom fa referència a la conquesta d'Eivissa i Formentera el 8 d'agost de 1235 per l'arquebisbe de Tarragona, Guillem de Montgrí, en nom de la Corona d'Aragó.
L’Associació 8 d’Agost ha organitzat activitats molt diverses. Cada any organitza el Correllengua a Eivissa, amb una participació cada vegada més gran tant de les escoles com, especialment, dels instituts d’ensenyament secundari; organitza una escola d’estiu per a infants, Arrels, molt centrada en la recuperació dels jocs tradicionals i de les manifestacions pròpies de l’aprenentatge lúdic; organitza concerts amb la participació de grups en català; organitza el Concurs Festerra, que ha servit per donar a conèixer nous grups d’Eivissa i Formentera que canten en llengua catalana, oberts a tota mena de manifestacions de caràcter musical.
L’associació també ha bastit una colla de dimonis, Es Mals Esperits, que, en pocs anys, han assolit un índex elevat de notorietat i de popularitat entre la gent d’arreu d’Eivissa. La colla de dimonis constitueix una bona mostra de la porositat que pot haver-hi, en el context d’una cultura popular amb un fort vitalisme. Malgrat que les colles de dimonis no siguin part de l’expressió històrica de la cultura popular eivissenca, la creació d’Es Mals Esperits ha estat molt ben rebuda.
El 2009 l'Obra Cultural Balear (OCB) guardonà l'Associació 8 d'Agost amb el premi Emili Darder dels premis 31 de Desembre.